# Tony Palmer (ciclista)
Tony Palmer (nascido em 15 de janeiro de 1966) é um ex-ciclista norte-americano que competiu no ciclismo nos Jogos Olímpicos de Verão de 1988, representando os Estados Unidos.